# FORSU

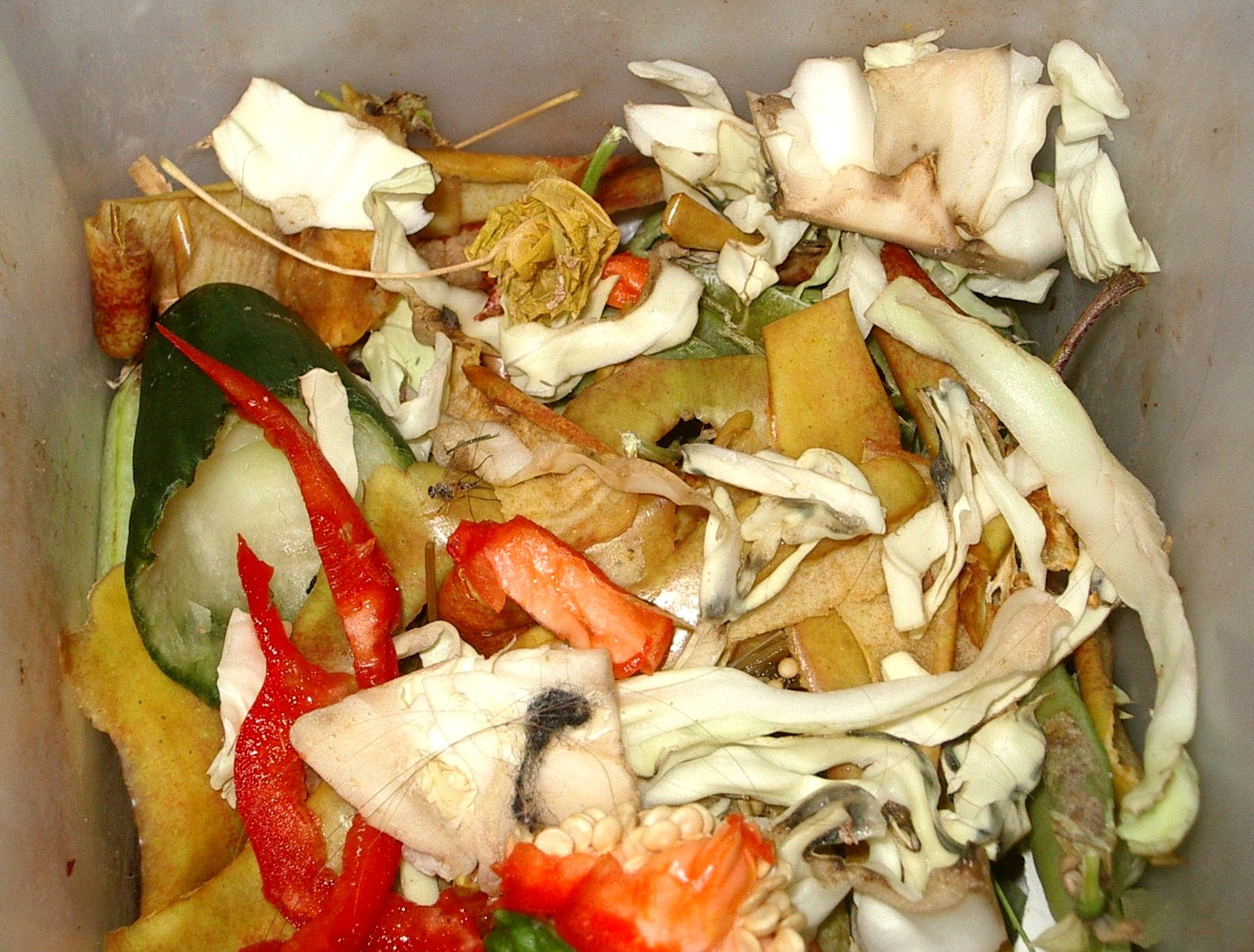
Esempio di Frazione Organica del Rifiuto Solido Urbano

La FORSU (Frazione Organica del Rifiuto Solido Urbano) è il materiale raccolto dalla raccolta differenziata dell'organico (altrimenti detto umido). Si tratta di residui di cibo o preparazioni alimentari e frazioni assimilabili, come carta per alimenti sporca di residui alimentari.
La FORSU costituisce dal 30 al 40% in peso dei rifiuti solidi urbani.
Il materiale viene mescolato con altre frazioni (come gli sfalci delle potature) e digerito grazie all'azione di batteri, esistono due possibilità:
- digestione aerobica: il compostaggio avviene a circa 70 °C, in modo da evitare la formazione di batteri patogeni, e permette la produzione di ammendante per uso agricolo;
- digestione anaerobica: è la stessa che avviene in discarica; i batteri che agiscono in assenza di ossigeno generano biogas che viene utilizzato per la cogenerazione. Il residuo viene ulteriormente trattato e usato come ammendante; tale pratica è tuttavia oggetto di forti critiche poiché il processo anaerobico non garantisce la scomparsa di microrganismi patogeni e soprattutto l'ammendante risulta fortemente impoverito di azoto (nutriente per gli organismi viventi) e dunque non in grado di essere utilizzato efficacemente in agricoltura.

La raccolta differenziata dell'organico permette di ridurre le emissioni di gas serra (come il metano) in discarica e limitare la formazione di percolato in discarica. Il percolato è ricco di microorganismi anche patogeni e può inquinare le falde acquifere.